# Велоспорт на літніх Олімпійських іграх 2024 — маунтінбайк (чоловіки)
Змагання з маунтінбайку серед чоловіків на Літніх Олімпійських іграх 2024 відбулися 29 липня на Пагорбі Еланкур, який є найвищою точкою в паризькому регіоні. Це була 8-ма поява цієї дисципліни на Олімпійських іграх. Вперше її провели 1996 року. Чинним олімпійським чемпіоном був британець Том Підкок, який зумів захистити своє звання.

## Формат змагань
Змагання відбулися з масс-старту. Дистанція складалася з 7 кіл завдовжки 4,4 км. Траса мала різкі перепади за висотою, вузькі болотисті доріжки і кам'янисті ділянки. Гонщики, які відстали на коло, або показували час 80% від часу лідера, вибували з подальшої боротьби.

## Результати
| Місце | #  | Велогонщик             | Країна                | Час     | Різн.  |
| ----- | -- | ---------------------- | --------------------- | ------- | ------ |
| 1     | 1  | Том Підкок             | Велика Британія (GBR) | 1:26:22 |        |
| 2     | 2  | Віктор Корецький       | Франція (FRA)         | 1:26:31 | +0:09  |
| 3     | 5  | Алан Хазерлі           | ПАР (RSA)             | 1:26:33 | +0:11  |
| 4     | 10 | Лука Бредо             | Італія (ITA)          | 1:26:56 | +0:34  |
| 5     | 3  | Матіас Флюкіґер        | Швейцарія (SUI)       | 1:27:42 | +1:20  |
| 6     | 15 | Семюел Ґейз            | Нова Зеландія (NZL)   | 1:28:03 | +1:41  |
| 7     | 7  | Райлі Еймос            | США (USA)             | 1:28:08 | +1:46  |
| 8     | 14 | Чарлі Олдрідж          | Велика Британія (GBR) | 1:28:32 | +2:10  |
| 9     | 4  | Ніно Шуртер            | Швейцарія (SUI)       | 1:28:44 | +2:22  |
| 10    | 23 | Давід Валеро           | Іспанія (ESP)         | 1:28:49 | +2:27  |
| 11    | 13 | Мартін Відаурре        | Чилі (CHI)            | 1:29:00 | +2:38  |
| 12    | 11 | Сімон Андреассен       | Данія (DEN)           | 1:29:05 | +2:43  |
| 13    | 9  | Крістофер Блевінс      | США (USA)             | 1:29:06 | +2:44  |
| 14    | 6  | Жордан Сарру           | Франція (FRA)         | 1:29:08 | +2:46  |
| 15    | 19 | Юліан Шельб            | Німеччина (GER)       | 1:29:08 | +2:46  |
| 16    | 8  | Лука Шварцбауер        | Німеччина (GER)       | 1:29:10 | +2:48  |
| 17    | 16 | Мартіньш Блюмс         | Латвія (LAT)          | 1:29:11 | +2:49  |
| 18    | 20 | П'єр де Фройдмонт      | Бельгія (BEL)         | 1:30:21 | +3:59  |
| 19    | 17 | Сімоне Авондетто       | Італія (ITA)          | 1:30:52 | +4:30  |
| 20    | 28 | Кнут Реме              | Норвегія (NOR)        | 1:30:55 | +4:33  |
| 21    | 28 | Улан Бастос Галінскі   | Бразилія (BRA)        | 1:30:55 | +4:33  |
| 22    | 24 | Максіміліан Фойдль     | Австрія (AUT)         | 1:31:26 | +5:04  |
| 23    | 30 | Адайр Гутьєррес Прієто | Мексика (MEX)         | 1:31:42 | +5:20  |
| 24    | 12 | Хофре Кульєль Естапе   | Іспанія (ESP)         | 1:32:13 | +5:51  |
| 25    | 22 | Ондржей Цинк           | Чехія (CZE)           | 1:32:28 | +6:06  |
| 26    | 18 | Єнс Шурманс            | Бельгія (BEL)         | 1:33:29 | +7:07  |
| 27    | 29 | Кшиштоф Лукасик        | Польща (POL)          | 1:33:55 | +7:33  |
| 28    | 35 | Романо Пюнтенер        | Ліхтенштейн (LIE)     | 1:34:33 | +8:11  |
| 29    | 26 | Томер Зальцман         | Ізраїль (ISR)         | 1:34:47 | +8:25  |
| 30    | 25 | Ґуннар Голмґрен        | Канада (CAN)          | 1:34:57 | +8:35  |
| 31    | 31 | Дієго Аріас            | Колумбія (COL)        | 1:35:13 | +8:51  |
| 32    | 27 | Олександр Гудима       | Україна (UKR)         | —       | -1 LAP |
| 33    | 34 | Мі Цзюцзян             | Китай (CHN)           | —       | -2 LAP |
| 34    | 33 | Еде-Карой Мольнар      | Румунія (ROU)         | —       | -6 LAP |
|       | 32 | Алекс Міллер           | Намібія (NAM)         | НФ      | НФ     |
|       | 36 | Йоні Савасте           | Фінляндія (FIN)       | НФ      | НФ     |